# دانیل خیمنو تراور
 دانیل گیمنو تراور (انگلیسی: Daniel Gimeno Traver؛ زادهٔ ۷ اوت ۱۹۸۵) یک تنیس‌باز اهل اسپانیا است.